# 84919 Karinthy
A 84919 Karinthy (2003 VH) kisbolygó a kisbolygóövben kering. 2003. november 3-án fedezte föl Sárneczky Krisztián és Mészáros Szabolcs a Piszkéstetői Csillagvizsgálóban. A kisbolygó a nevét Karinthy Frigyes magyar íróról kapta.

## Külső hivatkozások
- A 84919 Karinthy kisbolygó a JPL Small-Body adatbázisában
- Új magyar elnevezésű kisbolygók, köztük a 84919 Karinthy kisbolygó